# واشینگتن سیاه
واشینگتن سیاه (به انگلیسی: Washington Black) رمان اثر اسی ادوگیان نویسنده کانادایی است و اولین بار در سال ۲۰۱۸ توسط انتشارات آلفرد ای. کناف منتشر شد و توانست در همان سال برنده جایزه گیلر و نامزد دریافت جایزه ادبی من بوکر شود.